# Atrophaneura tungensis
Atrophaneura tungensis is een vlinder uit de familie van de pages (Papilionidae). De wetenschappelijke naam van de soort is voor het eerst geldig gepubliceerd in 1982 door Zin & Leow. Dit taxon wordt wel beschouwd als een ondersoort van Atrophaneura nox.